# Heinrich Marquardsen
Heinrich von Marquardsen (født 25. oktober 1826 i Slesvig by, død 30. november 1897 i Erlangen) var en tysk retslærd og politiker.
Marquardsen blev Dr. jur. 1848, privatdocent 1852 i Heidelberg, 1857 ekstraordinær professor sammesteds, ordentlig professor 1861 i Erlangen, 1874 medlem af Institut de droit international. Med særlig forkærlighed havde Marquardsen studeret engelsk og belgisk ret, og til forskellige tidsskrifter leverede han en række bidrag med emner, hentede fra engelske rets forhold, 1851 udgav han — med forord af K.J.A. Mittermaier — en bearbejdelse af W.M. Bests Principles of Evidence, hans habilitationsskrift angik Über Haft- und Burgschaft bei den Angelsachsen (1852), 1875 udgav han en oversættelse af Herbert Spencers sociologi. 
Foruden talrige afhandlinger, anmeldelser og lignende særlig i det af ham med Heinrich Dernburg og andre stiftede Kritische Zeitschrift für die gesammte Rechtswissenschaft, i Rotteck og Welckers Staatslexikon, i Bluntschli og Braters Staatswörterbuch med mere skrev Marquardsen Das englische Oberhaus und die Wissenschaft (1862), Der Trent-Fall (1862) — en fremstilling af reglerne om krigskontrebande —, Das Reichs-Press-Gesetz vom 7. Mai 1874 mit Einleitung und Kommentar (1875) og Karl Adolph von Vangerow und Robert von Mohl. Zwei Erinnerungsblätter (1886). 
Størst videnskabelig fortjeneste indlagde Marquardsen sig ved med en international stab af medarbejdere, fra Norden Carl Goos, Torkel Halvorsen Aschehoug og Leo Mechelin, at udgive Handbuch des Oeffentlichen Rechts der Gegenwart in Monographien
(1883 ff.), fortsat efter Marquardsens død af Max Seydel, Robert Piloty og Georg Jellinek. Som politiker hørte Marquardsen til førerne for det nationalliberale parti. Som ivrig slesvig-holstener havde han 1864 ledet en bayersk folkedemonstration mod Danmark, 1868 blev han medlem af det tyske toldparlament, 1869—93 af den bayerske landdag, 1871 af den tyske rigsdag, hvor han tog livlig del i forhandlingerne, ligesom han var en virksom arbejder i udvalg og kommissioner. Han var tillige meget aktiv som politisk skribent, navnlig i Kölnische Zeitung.